# 刘志刚 (1956年)
刘志刚（1956年3月—），男，山东枣庄人，中国动力与能源工程专家，曾任哈尔滨工程大学党委书记、校长，中国高等教育学会常务理事。